# Southampton (Massachusetts)
Southampton é uma vila localizada no condado de Hampshire no estado estadounidense de Massachusetts. No Censo de 2010 tinha uma população de 5.792 habitantes e uma densidade populacional de 77,24 pessoas por km².

## Geografia
Southampton encontra-se localizado nas coordenadas 42° 13′ 37″ N, 72° 44′ 30″ O. Segundo o Departamento do Censo dos Estados Unidos, Southampton tem uma superfície total de 74.99 km², da qual 72.91 km² correspondem a terra firme e (2.77%) 2.08 km² é água.

## Demografia
Segundo o censo de 2010, tinha 5.792 pessoas residindo em Southampton. A densidade populacional era de 77,24 hab./km². Dos 5.792 habitantes, Southampton estava composto pelo 97.34% brancos, o 0.38% eram afroamericanos, o 0.09% eram amerindios, o 0.57% eram asiáticos, o 0% eram insulares do Pacífico, o 0.43% eram de outras raças e o 1.19% pertenciam a duas ou mais raças. Do total da população o 1.47% eram hispanos ou latinos de qualquer raça.